# Ondřej Trojan
Ondřej Trojan (né le 31 décembre 1959 à Prague) est un réalisateur tchèque.

## Filmographie
- 1991 : Pejme písen dohola
- 1994 : Mlýny (film) (TV)
- 1994 : Historky od krbu (TV)
- 2000 : Cesta z města : la patron Vaclàv
- 2003 : Želary
- 2010 : Občanský průkaz (cs) (titre anglais : Identity Card (en))
- 2018 : Toman (en) (film historique sur Zdeněk Toman (cs))